# Discographie de Nana Mizuki
 (avril 2011).
Si vous disposez d'ouvrages ou d'articles de référence ou si vous connaissez des sites web de qualité traitant du thème abordé ici, merci de compléter l'article en donnant les références utiles à sa vérifiabilité et en les liant à la section « Notes et références ».
La discographie de la chanteuse japonaise de JPop Nana Mizuki est actuellement composée de 8 albums studio, une compilation, 24 singles, 17 DVD dont 5 de clips et 12 de concerts, 27 clip vidéo, et plus de 100 apparitions dans d'autres albums que voici[réf. nécessaire].

## Albums

### Albums studio
| Année | Album | Oricon Album Chart Japon | Certifications |
| ----- | --- | ------------------------ | -------------- |
| 2001  | Supersonic Girl - Sorti le : 5 décembre 2001 - Label: King Records - Format : CD - Référence : KICS-931                                           | 60                       |                |
| 2002  | Magic Attraction - Sorti le : 6 novembre 2002 - Label: King Record - Format : CD - Référence : KICS-979                                           | 21                       |                |
| 2003  | Dream Skipper - Sorti le : 27 novembre 2003 - Label: King Records - Format : CD - Référence : KICS-1043                                           | 25                       |                |
| 2004  | Alive & Kicking - Sorti le : 8 décembre 2004 - Label: King Records - Format : CD - Référence : KICS-1125                                          | 17                       |                |
| 2006  | Hybrid Universe - Sorti le : 3 mai 2006 - Label: King Records7 - Format : CD, CD+DVD - Référence : KIZC-1–2                                       | 3                        |                |
| 2007  | Great Activity - Sorti le : 14 novembre 2007 - Label: King Records - Format : CD, CD+DVD [Limited Edition] - Référence : KICS-1339, KICS-91339    | 2                        |                |
| 2009  | Ultimate Diamond - À paraître le : 3 juin 2009 - Label: King Records - Format : CD, CD+DVD [Limited Edition] - Référence : KICS-1470, KICS-91470  | 1                        | - JP : Or      |
| 2010  | Impact Exciter - À paraître le : 7 juillet 2010 - Label: King Records - Format : CD, CD+DVD [Limited Edition] - Référence : KICS-1564, KICS-91564 | 2                        | - JP : Or      |

### Compilations
| Année | Album | Oricon Album Chart Japon | Certifications |
| ----- | --- | ------------------------ | -------------- |
| 2010  | The Museum - À paraître le : 7 février 2007 - Label: King Records - Format : CD, CD+DVD - Référence : KIZC-3–4 | 5                        | - JP : Or      |

## Singles
| Année | Titre                                                                                   | Oricon Singles Chart Japon | Album           |
| ----- | --------------------------------------------------------------------------------------- | -------------------------- | --------------- |
| 2000  | Omoi - Sortie le : 6 septembre 2000 - Format : CD - Référence : KICM-1010               | 184                        | Supersonic Girl |
| 2001  | Heaven Knows - Sortie le : 25 avril 2001 - Format : CD - Référence : KICM-1019          | ?                          | Supersonic Girl |
| 2001  | The Place of Happiness - Sortie le : 28 août 2001 - Format : CD - Référence : KICM-1030 | ?                          | Supersonic Girl |